# Tecklenburger Land
Het Tecklenburger Land is de regio rondom de Duitse stad Ibbenbüren. De regio is gelegen in het noorden van Westfalen en ligt in het gebied van het historische Graafschap Tecklenburg uit de tijd van het Heilige Roomse Rijk.
De regio kende van oudsher mijnbouwactiviteit. De winning van ijzererts was in 1921 niet meer rendabel en werd gestopt. De steenkoolwinning vond plaats in de diepste kolenmijn van Duitsland: tot op 1640 m diep werd continu hoogwaardige antraciet gewonnen. In 2018 is de mijn gesloten. In het gebied zijn diverse steengroeven aanwezig, waarin onder andere de zeer decoratieve Ibbenbürener Sandstein wordt gewonnen.